# 沙帕达-迪阿雷亚
沙帕达-迪阿雷亚是巴西托坎廷斯州的一个市镇。总面积659.244平方公里，总人口1239人，人口密度1.9人/平方公里。